# 国富町コミュニティバス
国富町コミュニティバス（くにとみちょうコミュニティバス）は、宮崎県東諸県郡国富町にて運行しているコミュニティバスである。

## 概要
- 運賃は無料である。[1]
- 土曜・日曜・祝祭日及び12月29日～1月3日は運休。

## 沿革
- 2009年4月1日 - 六野線、須志田線、向高線の3路線にて運行開始。
- 2010年4月 - 向高線の運行中止。

## 路線
以下の路線がある。
六野線
- 役場 - 六日町 - 三名入口 - 麓 - 六野公民館前
  - 役場 - 三名入口間は下り（役場発）は乗車のみ、上りは降車のみ可。

須志田線
- 役場 - 十日町 - 新堀 - 飯盛 - 須志田西
  - 役場 - 十日町間は下り（役場発）は乗車のみ、上りは降車のみ可。

### かつて運行していた路線
向高線　※全バス停記載
- 役場 - 高校前 - 嵐田公民館前 - 嵐田東 - 嵐田 - 下田尻 - 上田尻 - 向高公民館前 - 向高 - 上向高

## 車両
- 29人乗りマイクロバスを使用している。無償運行のため、車両のナンバープレートは白ナンバーである。